# Фирхаппер, Фридрих
Фридрих Карл Макс Фирхаппер (нем. Friedrich Karl Max Vierhapper; 1876—1932) — австрийский ботаник.

## Биография
Фридрих Карл Макс Фирхаппер родился 7 марта 1876 года в городе Вайденау (ныне — Виднава, Чехия) в семье ботаника Фридриха Фирхаппера-старшего (1844—1903). С 1888 во 1900 работал ассистентом в Высшей школе сельского хозяйства. В 1894 году поступил в Венский университет, где через 5 лет, в 1899, получил степень доктора философии.
В 1900—1901 служил в австрийской армии, затем стал преподавателем средней школы в Вене. До 1911 года Фирхаппер вместе с Рихардом Веттштейном был ассистентом в Ботаническом институте. С 1911 года Фридрих преподавал ботанику в Ветеринарном колледже в Вене, с 1912 года также проводил ботанические курсы в Венском университете.
В 1915 году Фирхаппер стал профессором Венского университета, с 1919 года он был экстраординарным профессором ботанической систематики.
Фридрих Фирхаппер умер в Вене 11 июля 1932 года.
Основной гербарий Ф. Фирхаппера хранится в Венском университете (WU).

## Некоторые научные работы
- Vierhapper, F. (1899). Zur Systematik und geographischen Verbreitung einer alpinen Dianthus-Gruppe. S.B. math.-nat. Cl. Akad. Wiss. Wien 107(1): 1057—1170.
- Vierhapper, F.; Linsbauer, K. (1904). Bau und Leben der Pflanzen. 204 p.
- Vierhapper, F.; Handel-Mazzetti, H. (1905). Exkursion in die Ostalpen. 161 p.
- Vierhapper, F. (1906). Monographie der alpinen Erigeron-Arten Europas und Vorderasiens. Beih. Bot. Centralbl. 19(3): 385—560.
- Vierhapper, F. (1907). Beiträge zur Kenntniss der Flora Südarabiens. Denkschr. math.-nat. Cl. K. Akad. Wiss. 71: 321—490, pl. 1—17.
- Vierhapper, F. (1914—1919). Beiträge zur Kenntniss der Flora Griechenlands. 4 pts.
- Vierhapper, F. (1914—1915). Beiträge zur Flora Kretas. 129 p.
- Vierhapper, F. (1930). Juncaceae. In: Engler, A.; Prantl, K. Die natürlichen Pflanzenfamilien. Ed. 2. Heft 15a: 192—224.
- Vierhapper, F. (1936). Vegetation und Flora des Langau. 289 p.

## Роды растений, названные в честь Ф. Фирхаппера
- Vierhapperia Hand.-Mazz., 1937 [= Nannoglottis Maxim., 1881]